# La Queue-les-Yvelines
La Queue-lez-Yvelines là một xã của Pháp, nằm ở tỉnh Yvelines trong vùng Île-de-France của Pháp. Xã này có diện tích 5,77 km2, dân số năm 1999 là 320 người.
Người dân ở đây trong tiếng Pháp gọi là Laqueutois.

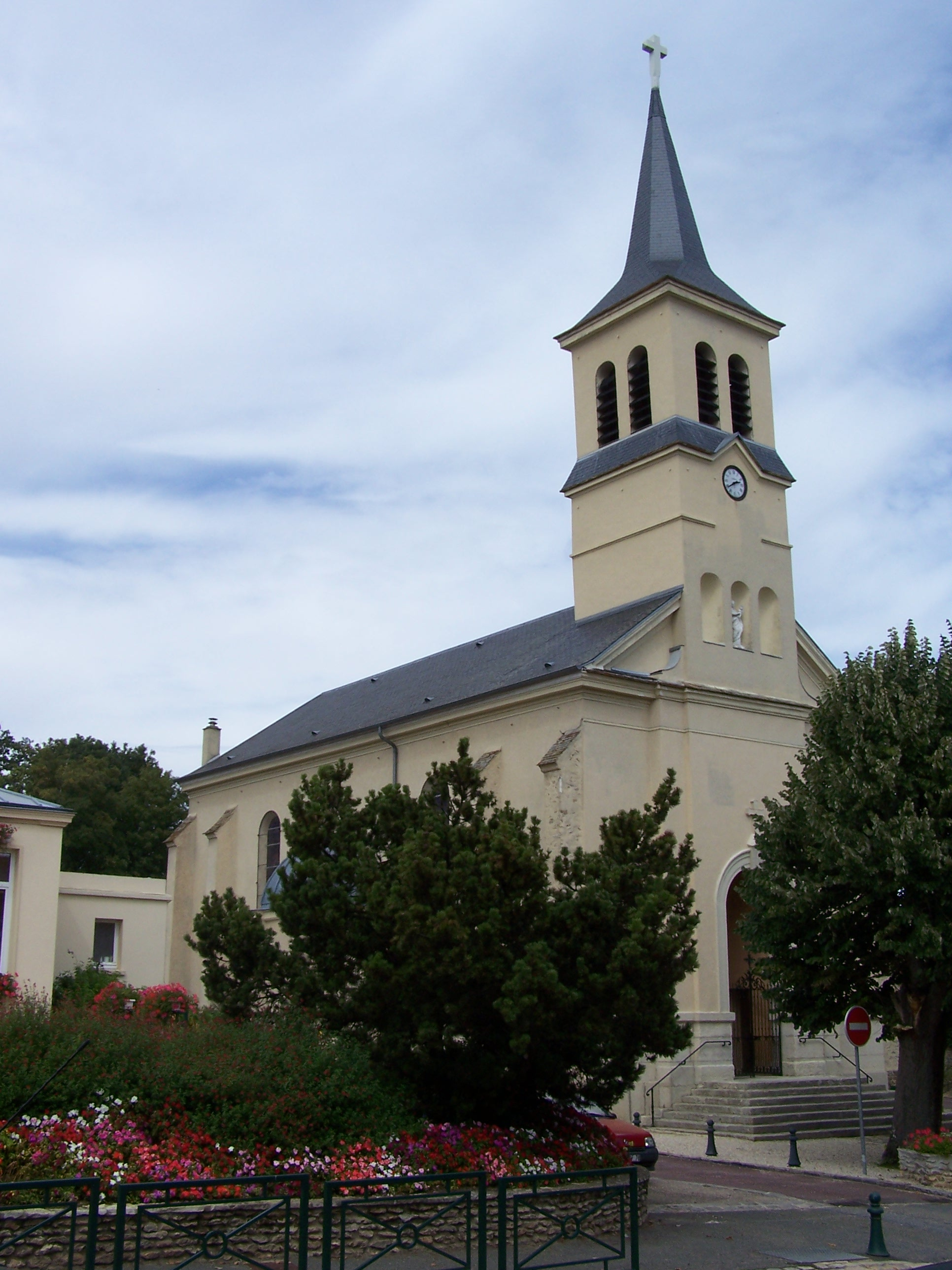
Nhà thờ Saint-Nicolas